# Ducasse de Mons

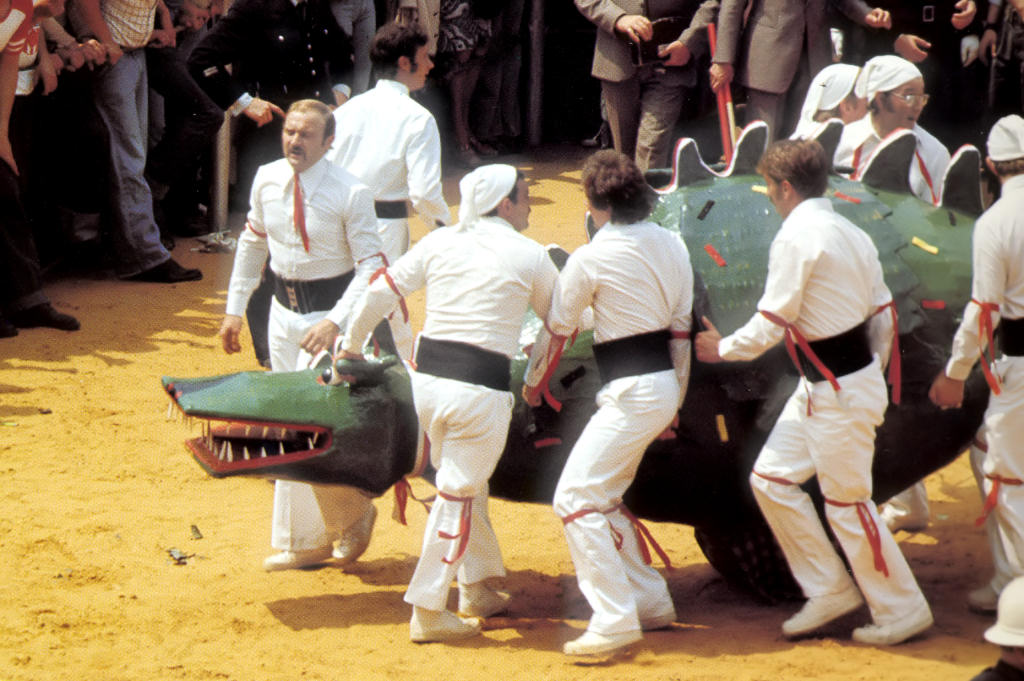
O dragão e os homens brancos

A Ducasse de Mons ou Doudou é uma festa popular que acontece todos os anos no Domingo da Trindade (57 dias depois da Páscoa) na cidade de Mons na Bélgica. É reconhecida como uma das Obras Primas do Patrimônio Oral e Imaterial da Humanidade desde novembro de 2005.
A festa compreende duas partes importantes:
- A procissão, a descida e a revolta do Santuário de Waltrude.
- O combate de São Jorge chamado Lumeçon;

## História

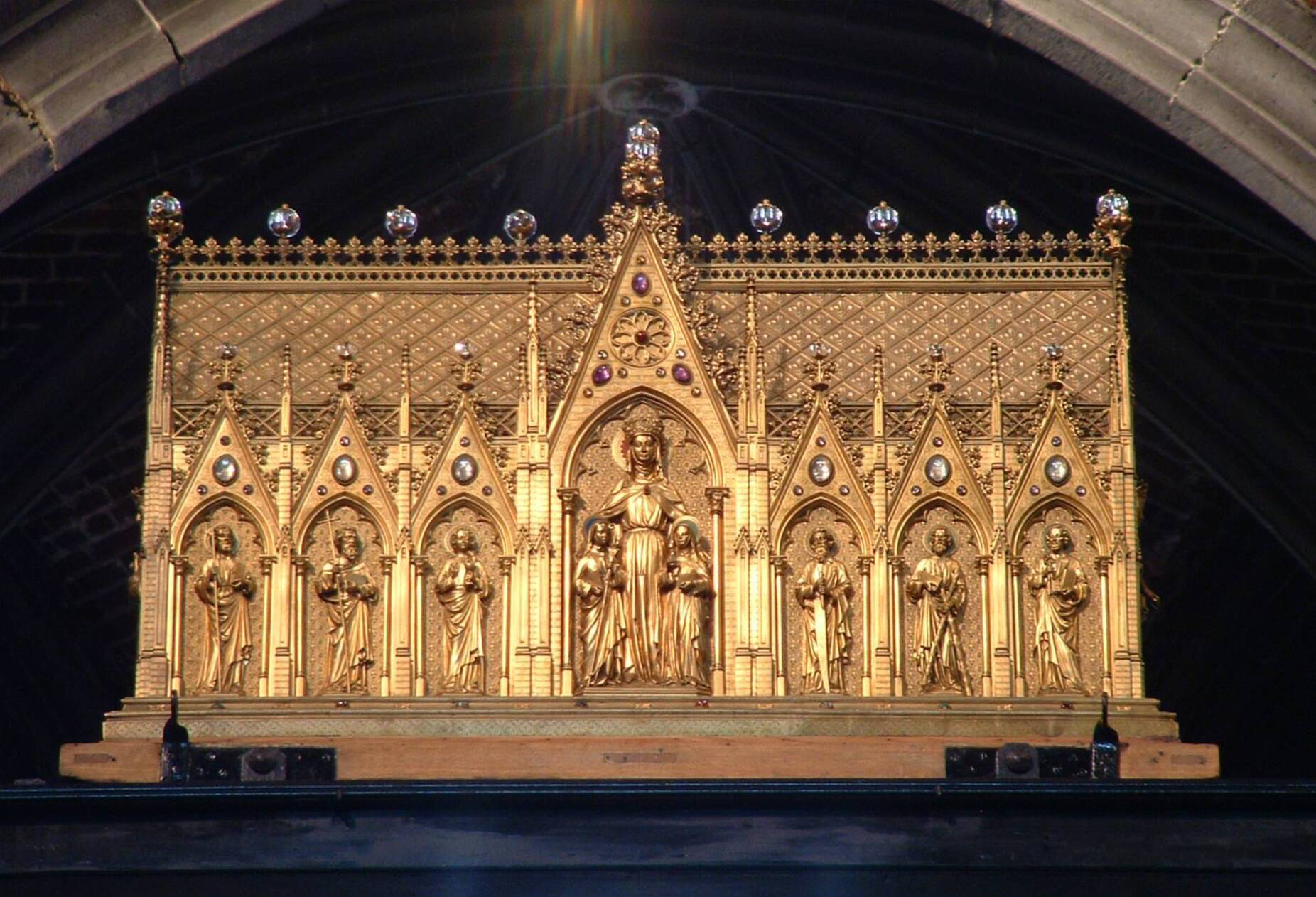
O santuário de Waltrude

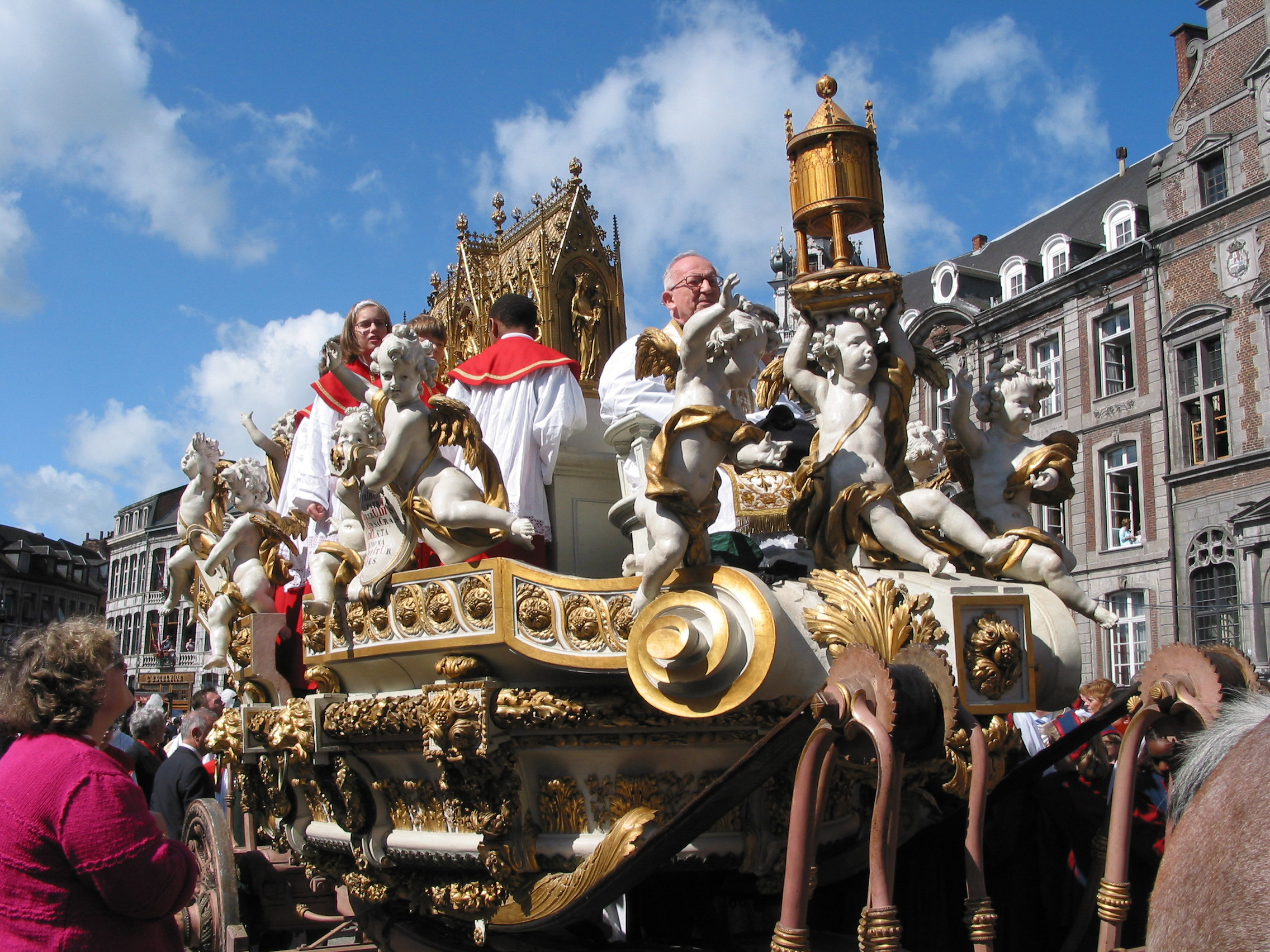
O Car d'Or sur chega à Grand Place

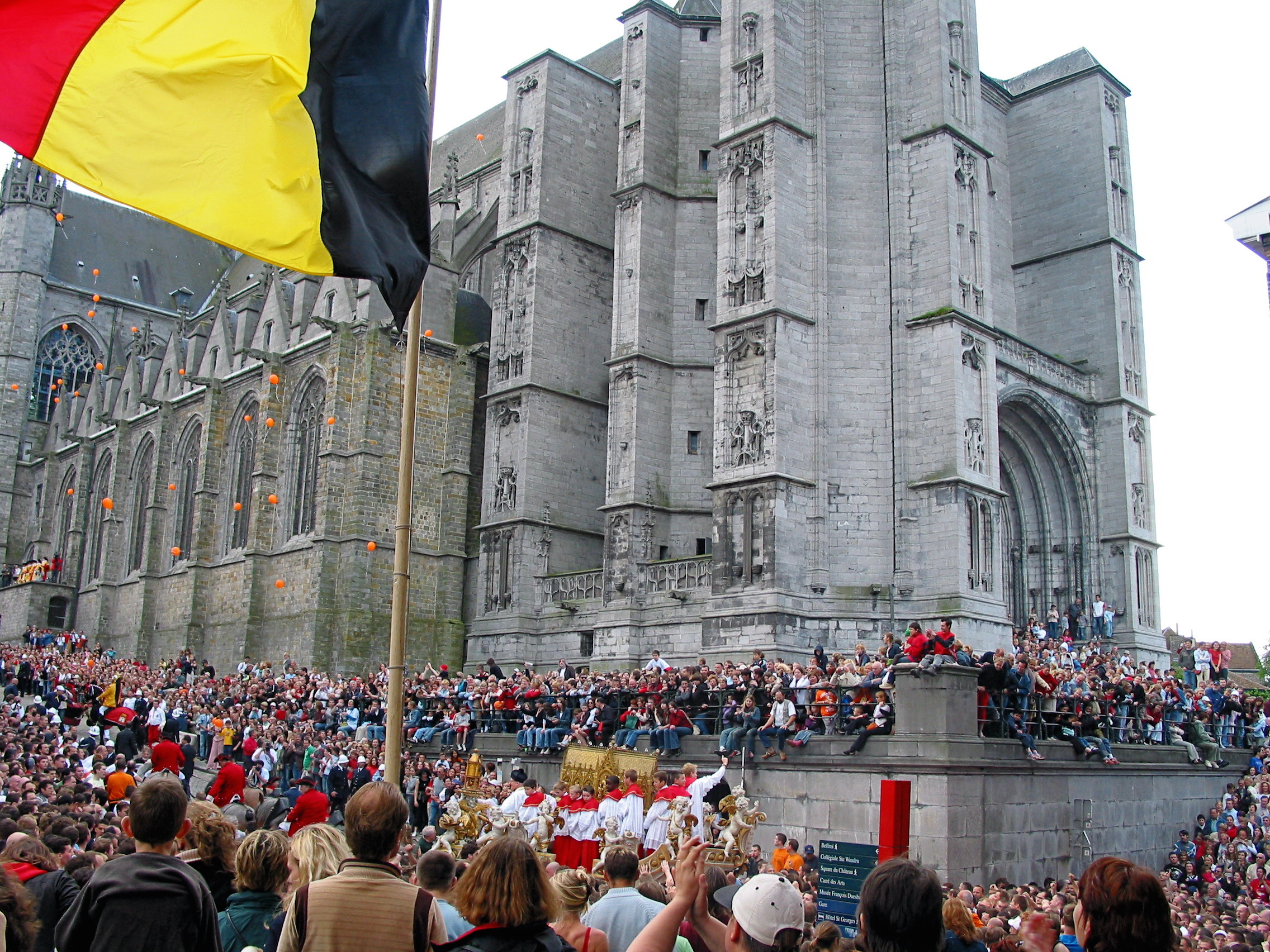
Elevação do Car d'Or

O Doudou se origina na Idade Média. Em 1349, porque a cidade de Mons foi tocada pela praga, as autoridades decidiram organizar uma procissão com o santuário de Waltrude. O santuário foi levado a Casteau (uma pequena vila localizada entre Mons e Soignies, que é o local da SHAPE desde 1967). Ao mesmo tempo, o santuário de Vincent Madelgarus (marido de Waltrude), com sede em Soignies, também foi levado para o mesmo local. Um milagre aconteceu e a praga desapareceu após esta procissão. Em 1352, a data foi fixada no domingo da Trindade. Depois de 1380, a fraternidade de São Jorge apareceu na procissão. A reconstituição do combate entre São Jorge e um dragão tomou seu lugar na festa. Por causa da origem "menos religiosa", o combate foi excluído da procissão no século XIX. A separação entre as partes religiosas da festa e as não religiosas começou nesse momento.
A procissão não ocorreu durante a revolução francesa, em 1803 e durante as duas guerras mundiais.

## Planejamento
A festa começa no sábado anterior ao domingo da Trindade, até o próximo domingo. Como um festival de oito dias com uma liturgia específica, pode ser chamado de oitava.

### A procissão
A descida do santuário ocorre no sábado à noite. Durante uma cerimônia religiosa, o santuário é retirado do altar. O sacerdote entrega o santuário (mantido durante todo o ano na igreja) às autoridades da cidade durante o festival. Então uma procissão com tochas começa nas ruas da cidade.
Na manhã do domingo da Trindade, o santuário é colocado no Car d'Or, que é um dray dourado, e a procissão começa. O Car d'Or é puxado pelas ruas por cavalos de tração. A carruagem é acompanhada por várias guildas que representam a história da região. No final da procissão, o Car d'Or precisa subir uma rua íngreme de paralelepípedos, o Rampe Sainte-Waudru. Para ajudar os cavalos com o imenso peso, centenas de pessoas se reúnem para empurrar. A superstição local sustenta que, se o Car d'Or não chegar ao topo da colina de uma só vez, a cidade sofrerá um grande infortúnio. Isso aconteceu em 1803, devido à Revolução Francesa, em 1914 e em 1940, pouco antes da Primeira e Segunda Guerras Mundiais.
No final da semana, o santuário é devolvido ao seu devido lugar na Igreja Colegiada de Sainte-Waudru com grande cerimônia.

### O jogo de São Jorge

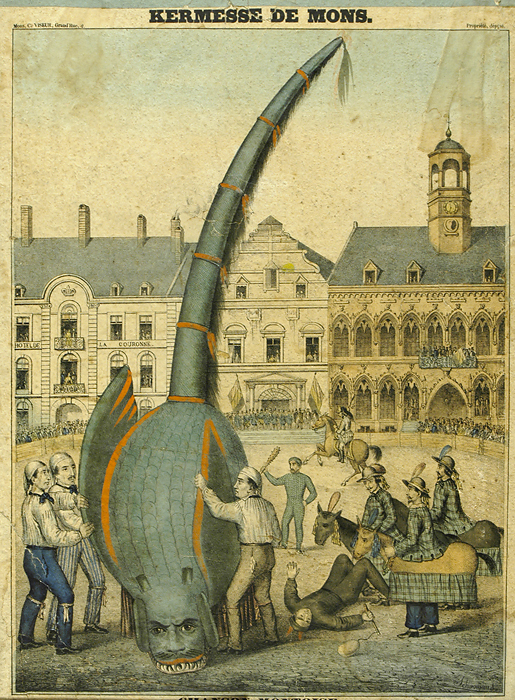
Gravura do século XIX, mostrando o combate de São Jorge e o dragão

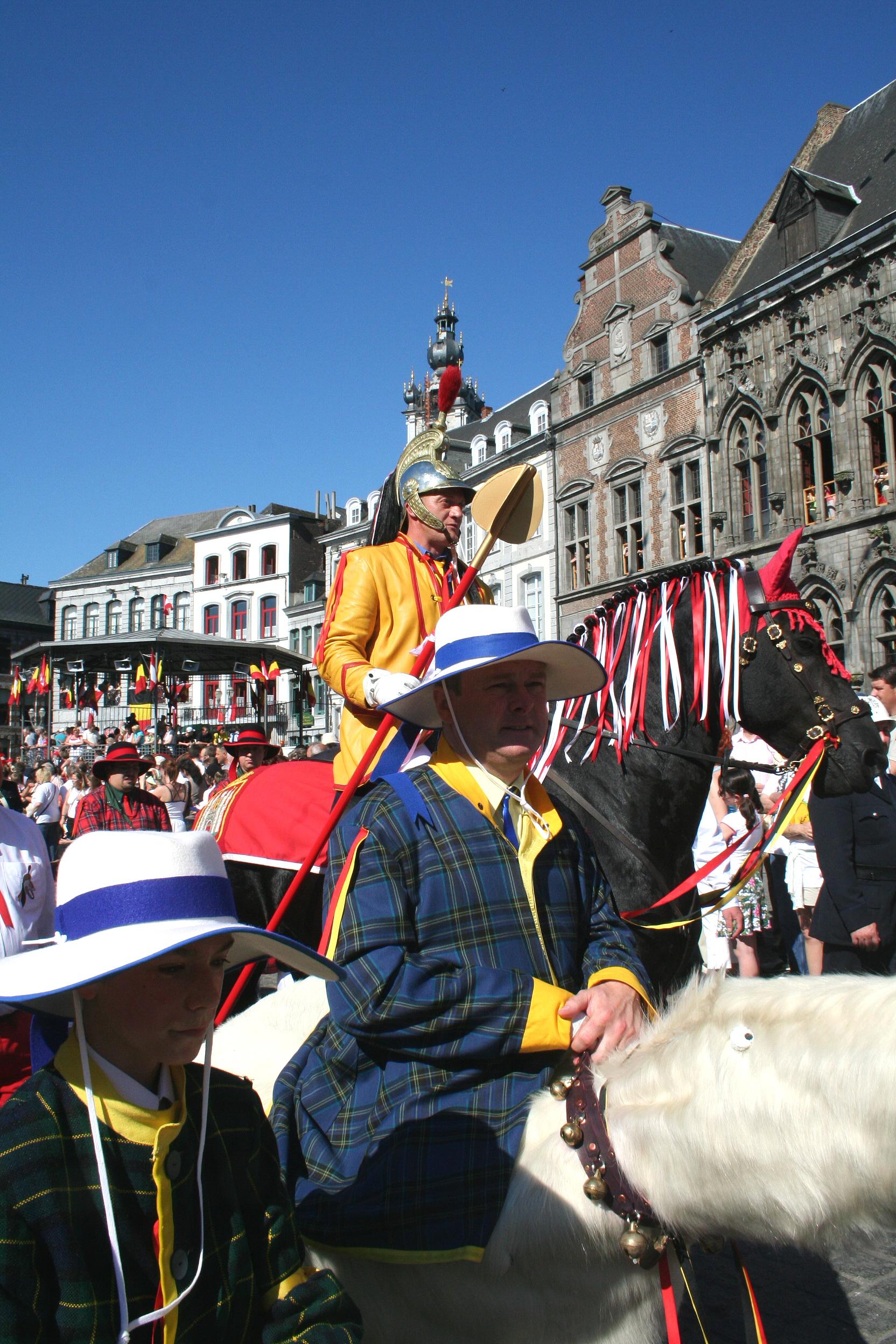
São Jorge e os Chinchins

Este jogo é disputado no domingo da Trindade entre as 12:30 (13:00) e as 13:00 (13:00). Representa a luta entre São Jorge (o bem) e o dragão (o mal). A luta é chamada Lumeçon . Este nome vem do antigo nome francês Limaçon (nome antigo francês significa um espetáculo com cavalos que fazia movimentos circulares). O combate acontece na praça central de Mons. O comprimento do dragão é de cerca de 10 metros. O fim de sua cauda é coberta com pêlos dos cavalos (mane). O dragão é deslocado com a ajuda dos homens brancos (fr: Hommes blancs). Saint George é protegido pelos Chinchins que representam cães. O dragão é ajudado pelos demônios (francês: Les diables). Cada diabo está armado com uma bexiga de vaca cheia de ar (o balão no passado antes do desenvolvimento do plástico). Com essa arma, eles batem nos Chinchins e no público que é colocado em toda a arena. O dragão ataca São Jorge com o rabo. O dragão também ataca o público. Portanto, o público também é um participante importante na luta. As pessoas tentam tirar a crina da cauda, porque se diz que traz sorte por um ano. Finalmente, há também os homens da folha (fr: Hommes de feuilles) que são cobertos com folhas reais de hera. Eles ajudam o dragão defendendo e apoiando seu rabo. O combate é precisamente coreografado. São Jorge em seu cavalo gira no sentido horário. E o dragão vira na outra direção. (Esta é uma referência ao bem versus o mal). São Jorge tenta matar o dragão com sua lança, mas a lança sempre quebra ao entrar em contato com a pele do dragão. Saint George usa uma pistola e finalmente mata o dragão na terceira tentativa. Às 13:00 (13:00), os participantes saem da praça, as pessoas correm para a arena para encontrar as últimas crinas de sorte que caíram no chão. E o carrilhão de Mons toca.

## Outras informações
- Um grande concerto é organizado na noite de sexta-feira, antes de Trinity, na praça central de Mons.
- Bandas militares de todo o mundo fazem concertos todos os dias em Mons.
- Uma braderie (liquidação de rua) é organizada na segunda-feira.
- Outro combate é organizado no próximo domingo. O combate é reservado para as crianças (público e atores). O dragão é mais leve que o original.
- As ruas do centro da cidade são uma zona pedonal durante as festividades. Essas ruas estão cheias de pessoas ouvindo música, comendo batatas belgas, churrasco e bebendo muita cerveja e refrigerante belga.

## Galeria

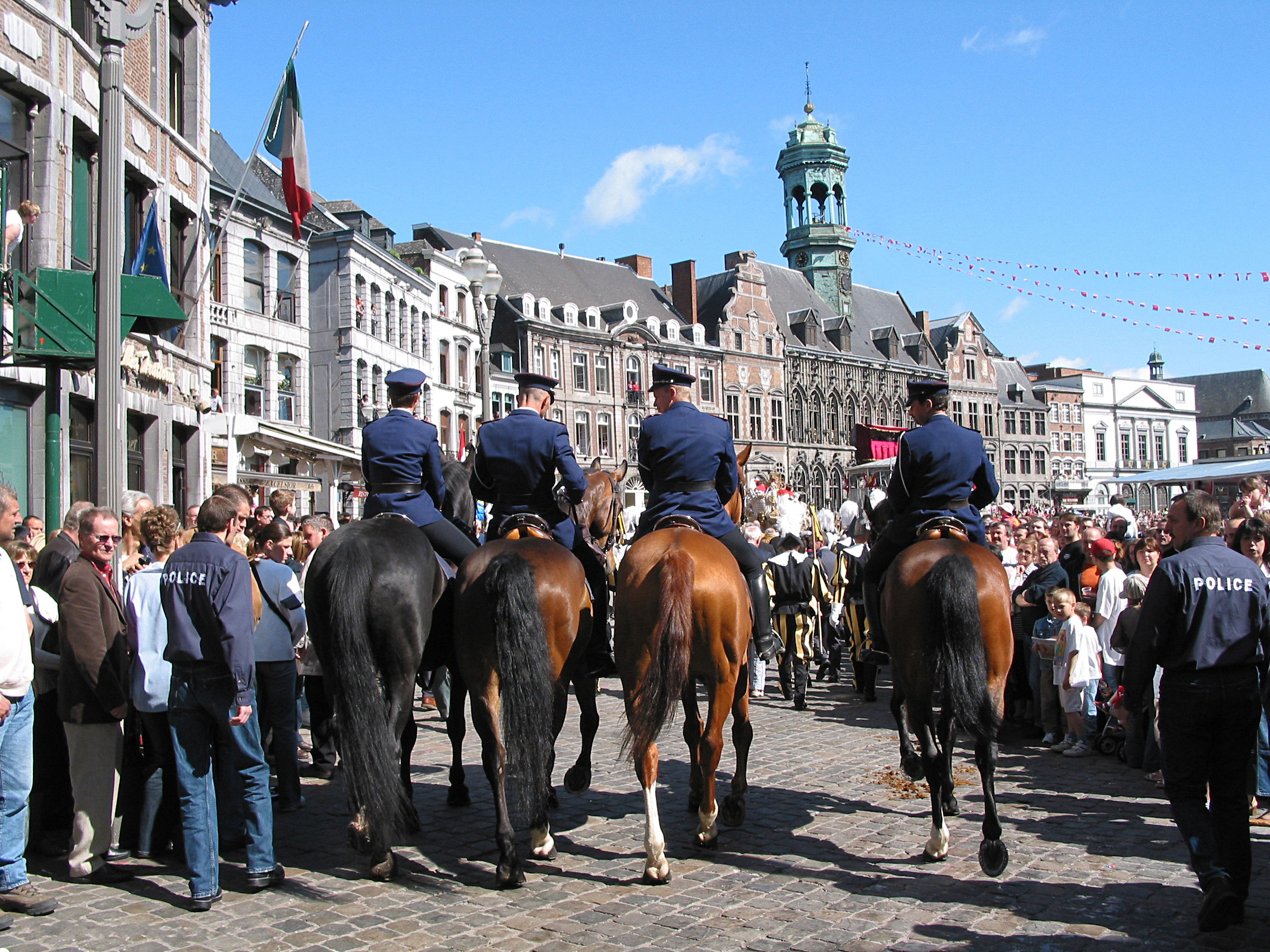
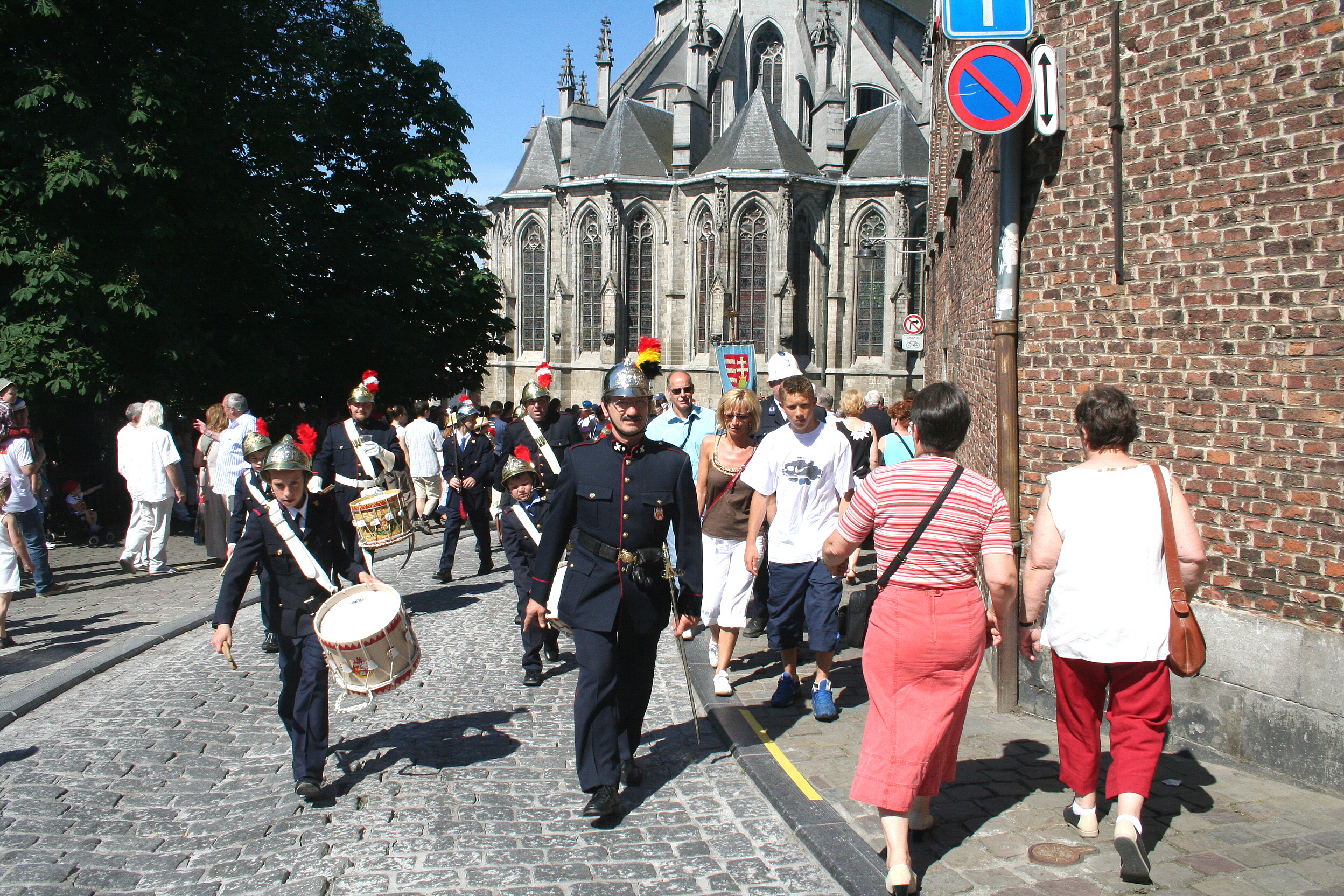
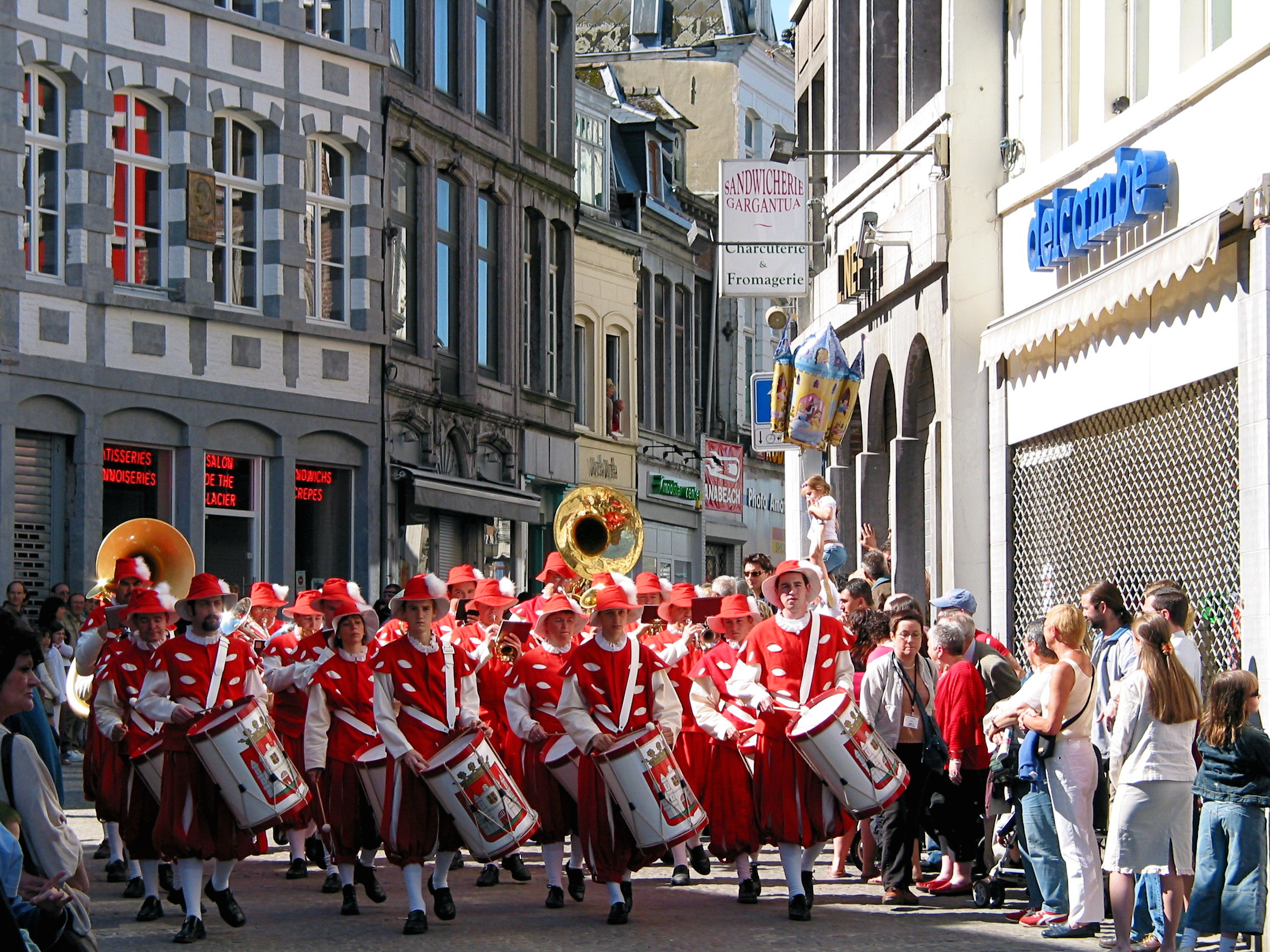
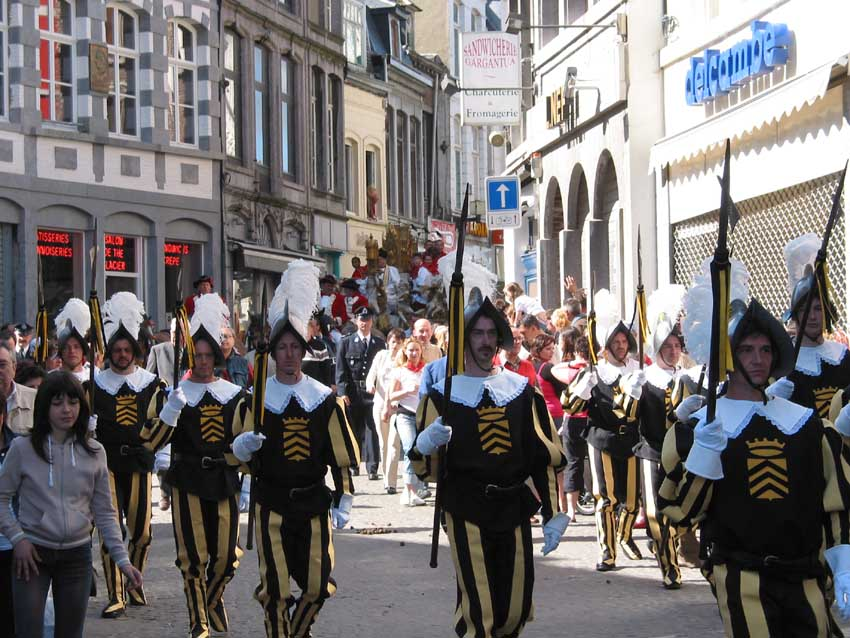
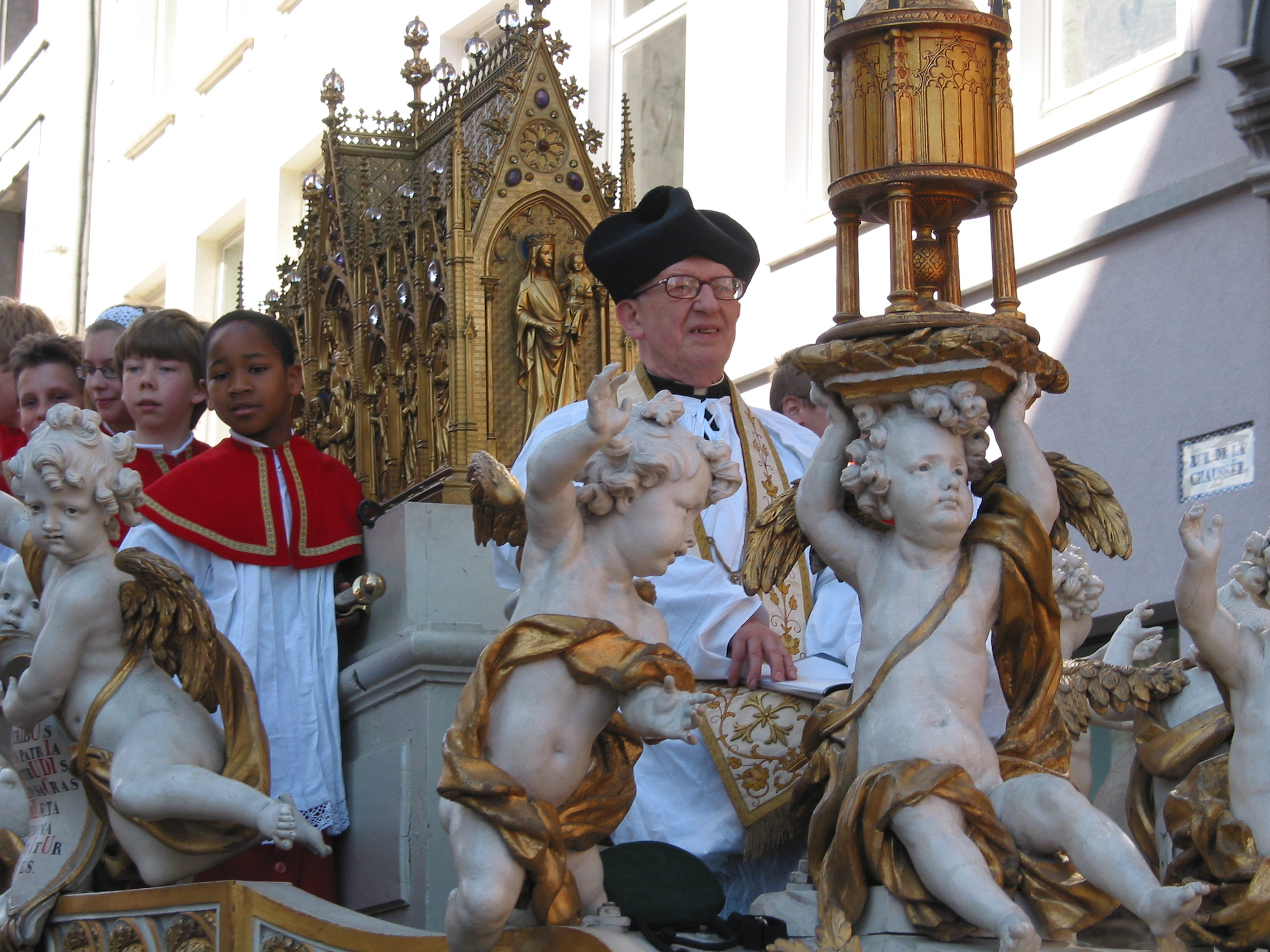
Santuário no Car d'Or
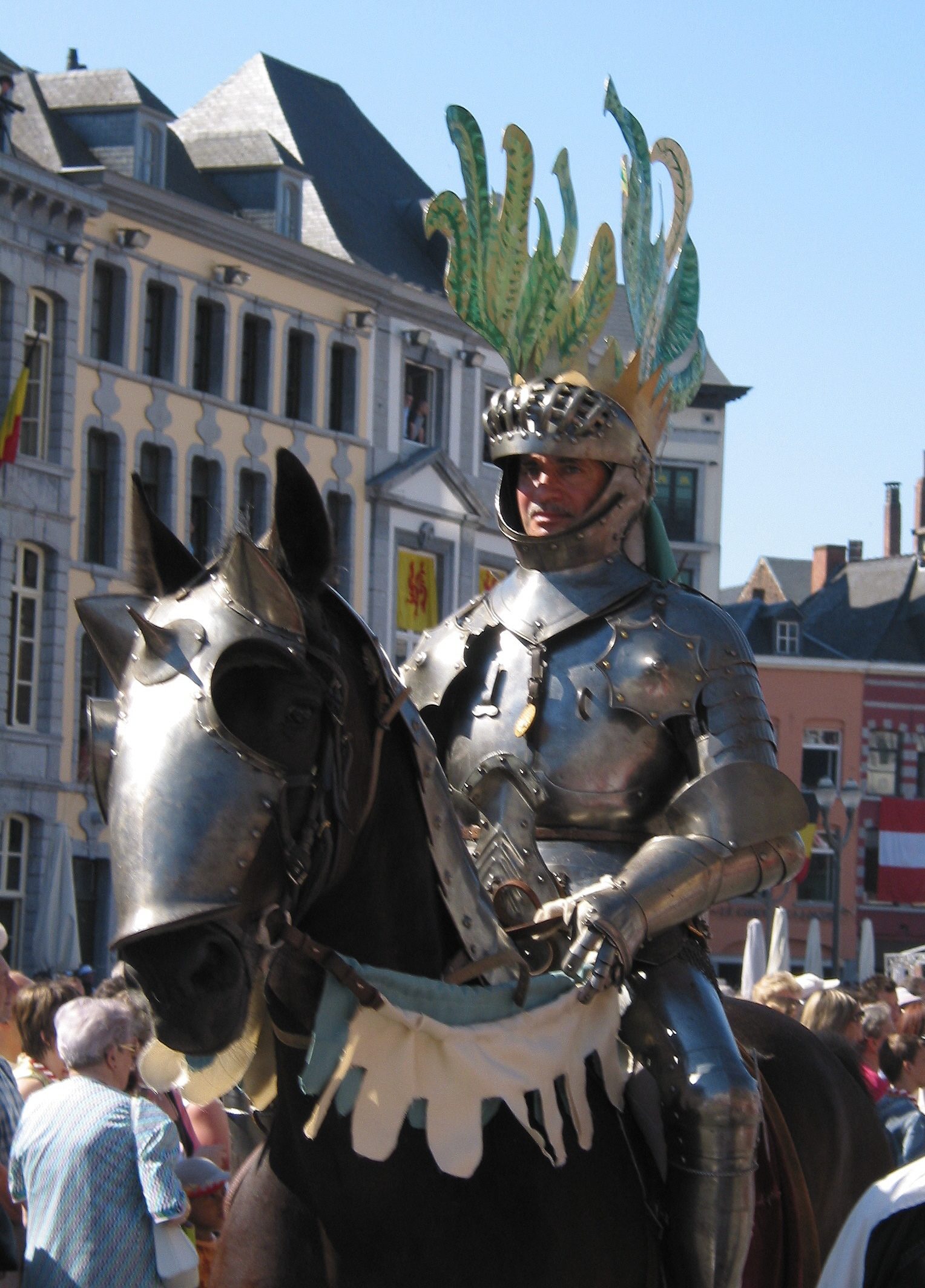
O Homem de ferro.
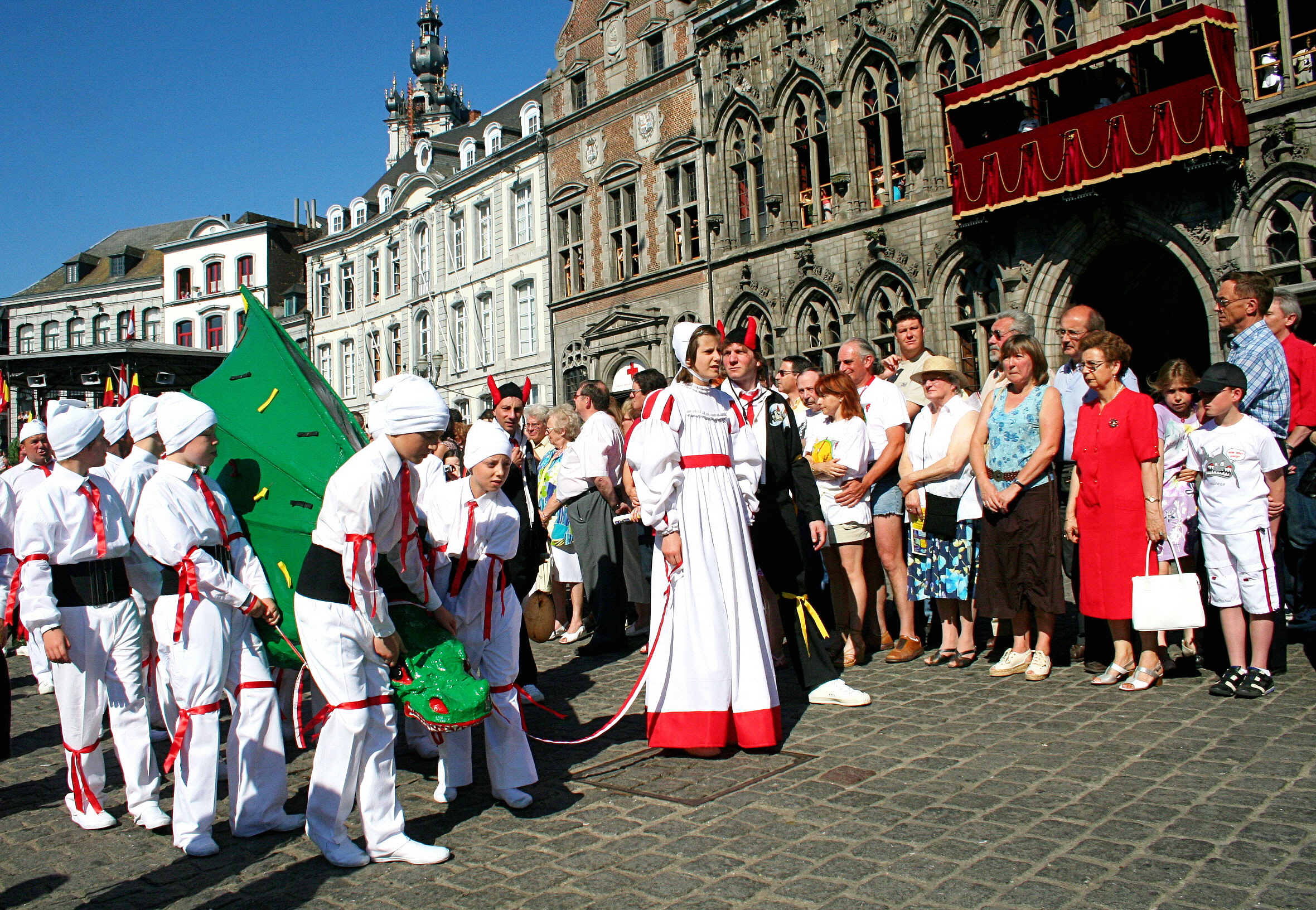
O pequeno dragão para o dia da criança
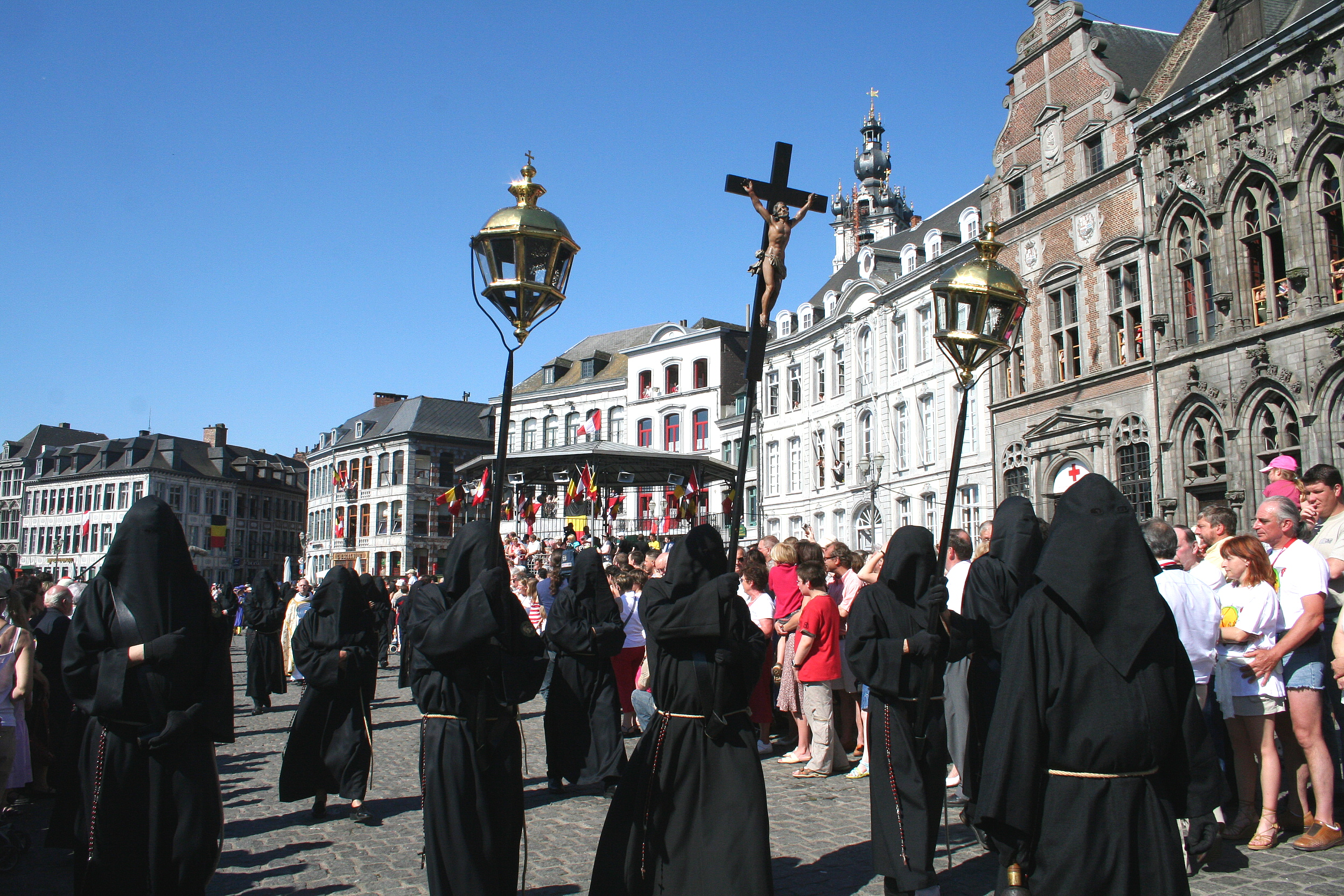
Uma fraternidade chamada Beubeux.
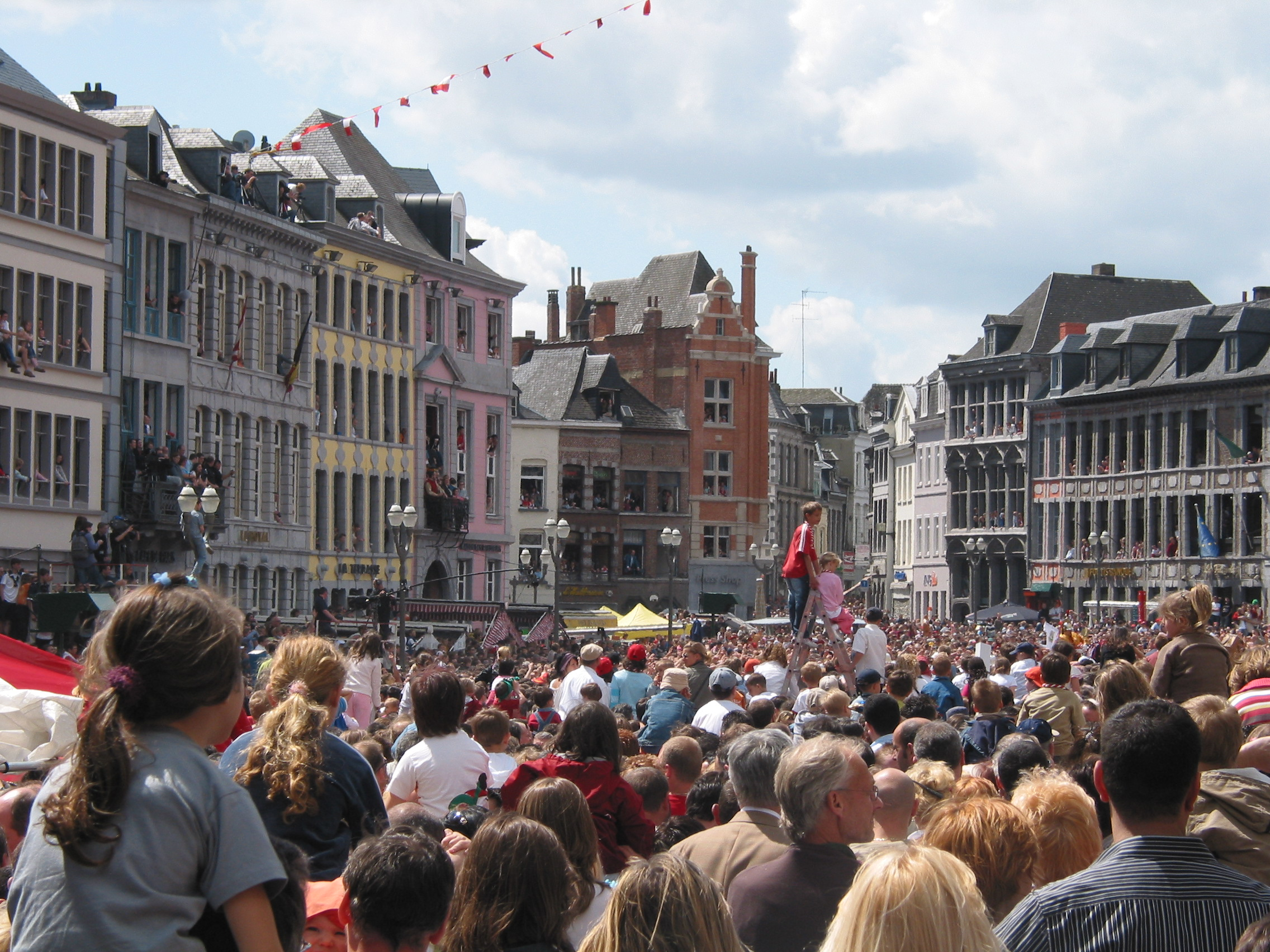
Povos após o combate na praça central.
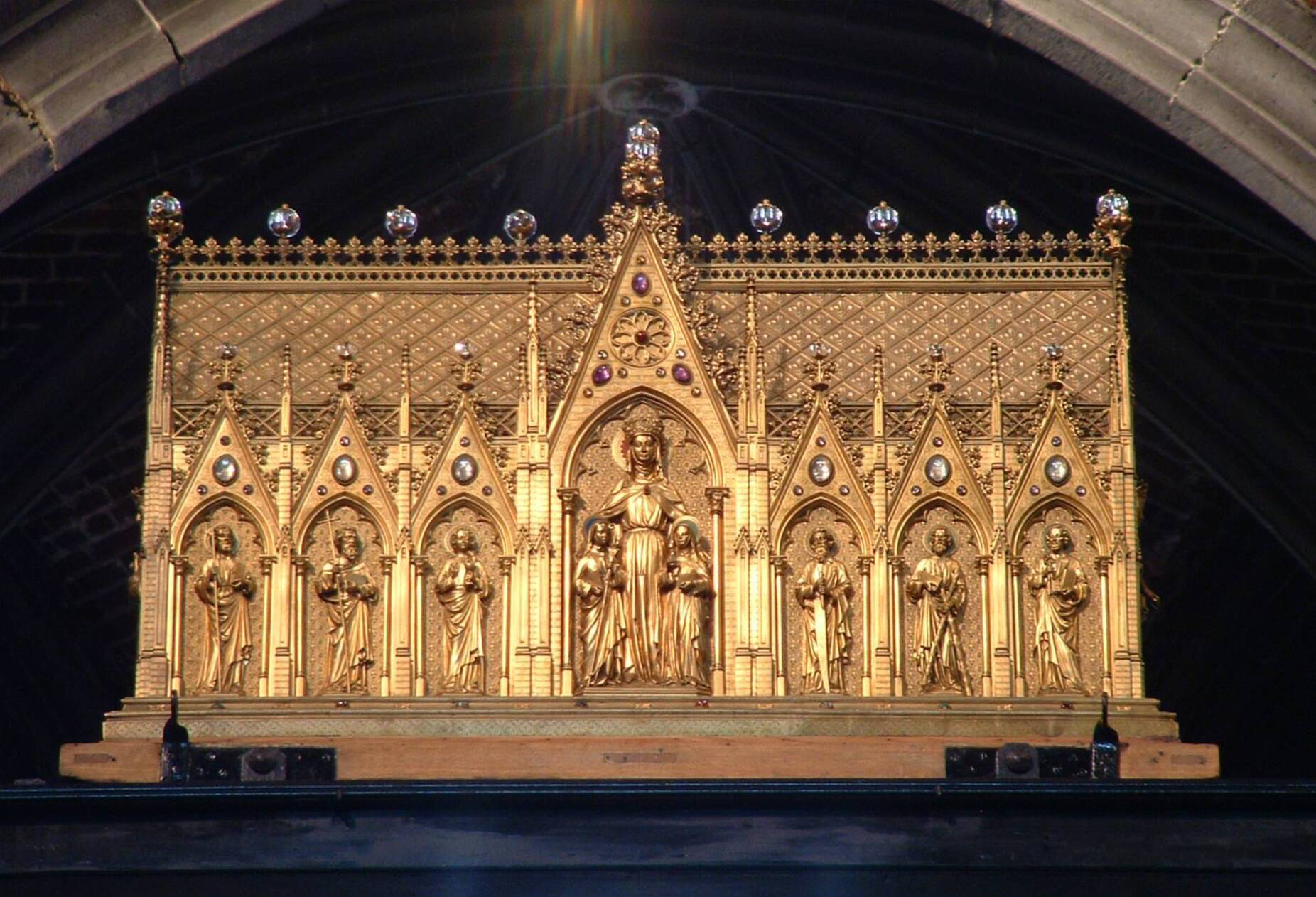
O santuário.
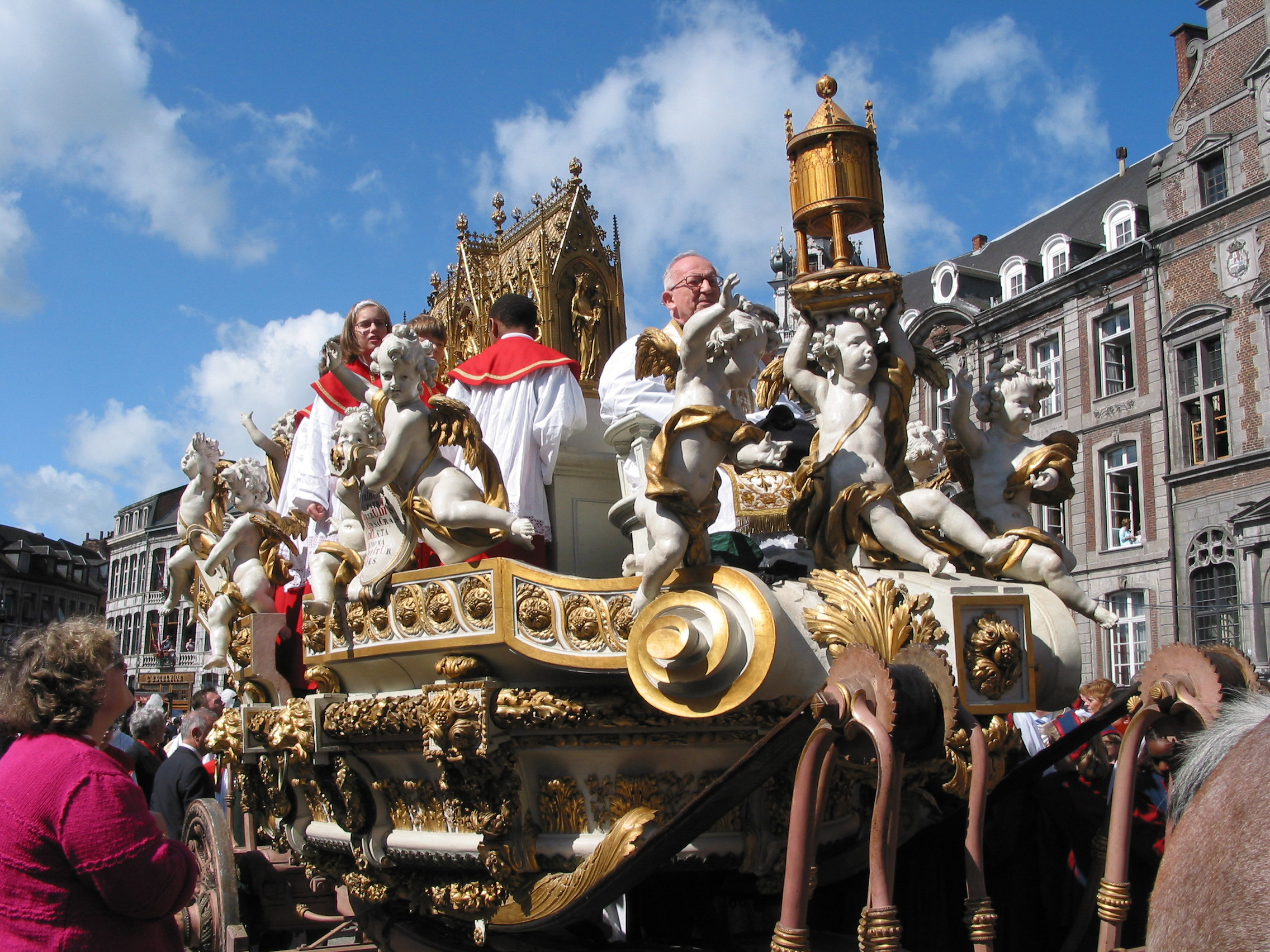
Car d'Or na praça central.
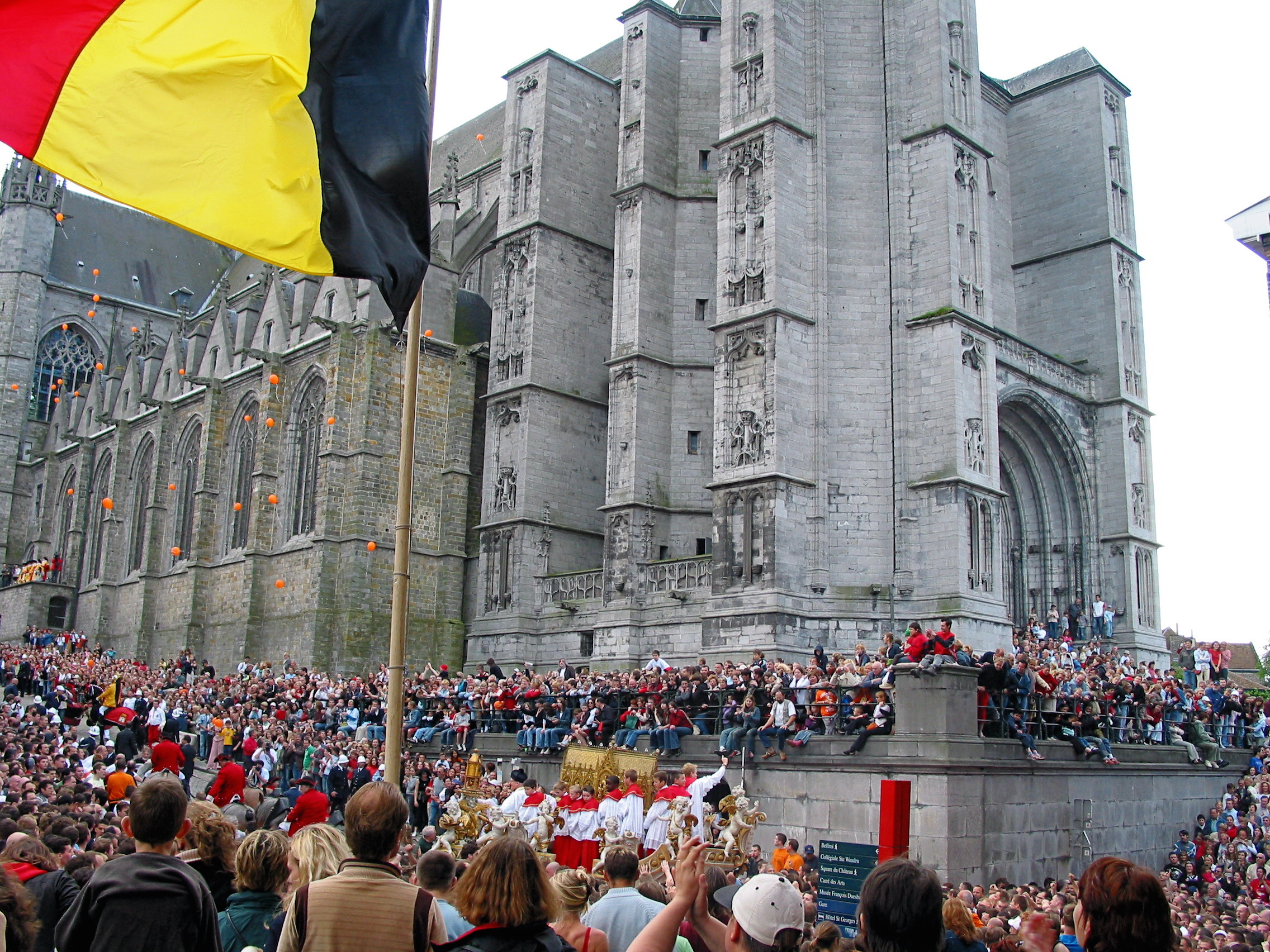
Revolta do Car d'Or no rampe Sainte-Waudru.

## Datas
- 2015: 31 de maio
- 2016: 22 de maio
- 2017: 11 de junho
- 2018: 27 de maio
- 2019: 16 de junho